# Cesare Aretusi
Cesare Aretusi (Modena, 1º settembre 1549 – Parma, 4 ottobre 1612) è stato un pittore italiano del tardo Rinascimento, attivo fra la seconda metà del XVI secolo e l'inizio del XVII.

## Biografia

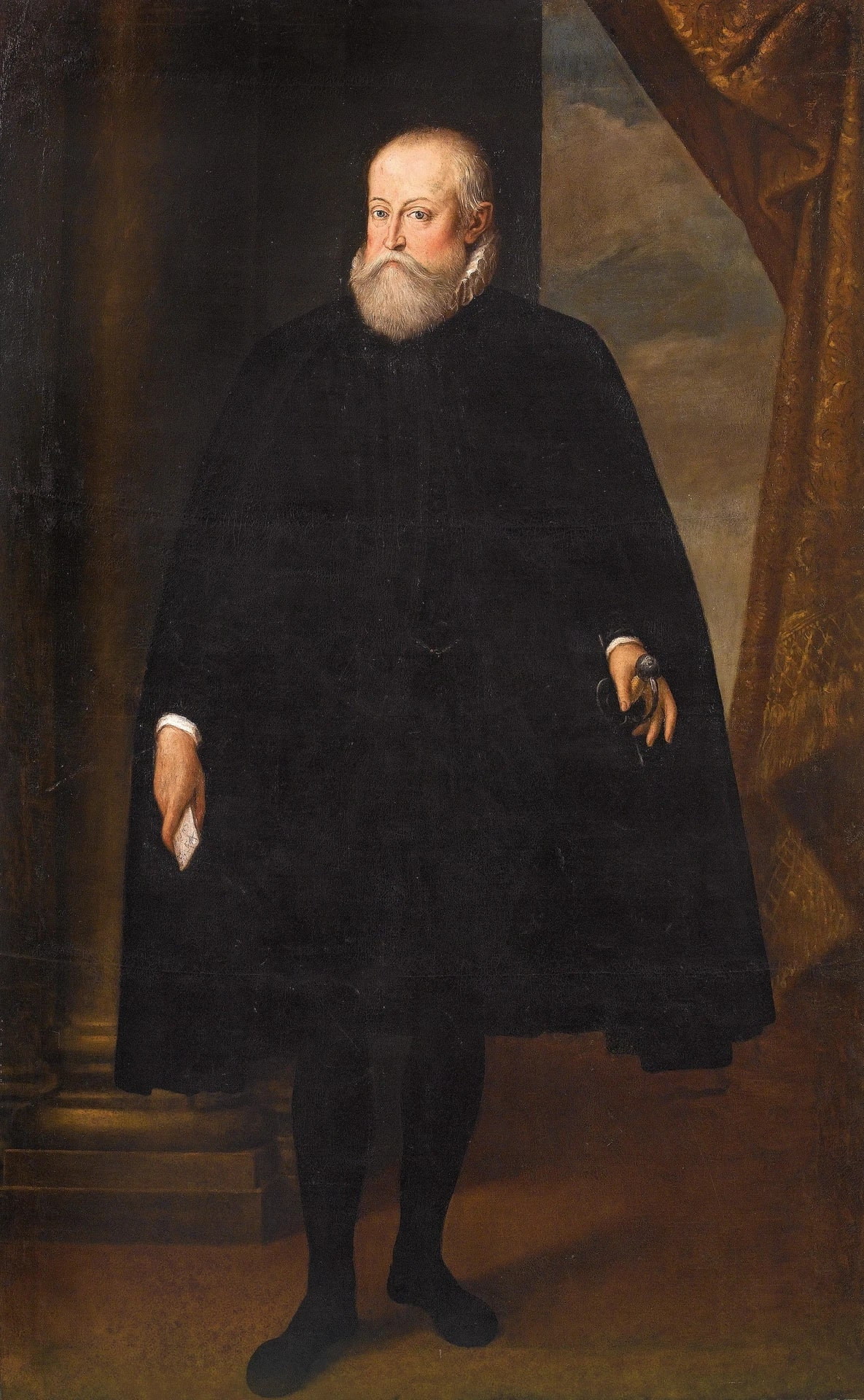
Cesare Aretusi, Ritratto di Alfonso II d'Este

Le relazioni di Cesare con pittori modenesi dallo stesso cognome, Pellegrino dei primi anni del XVI secolo e Alessandro del XVII secolo, non sono note. Lanzi sostiene che sia il figlio di Pellegrino Aretusi, ma non vi sono evidenze in questo senso.
Fu allievo di Bartolomeo Ramenghi dett Bagnacavallo e fu essenzialmente un ritrattista. Affrescò anche la cupola della Cattedrale di San Pietro a Bologna nella cui esecuzione venne aiutato da Giovanni Battista Fiorini. 
Aretusi viene descritto da Luigi Lanzi come buon colorista, mentre Fiorini viene definito soprattutto buon disegnatore.
Egli restaurò l'affresco di Correggio nella Cattedrale di Parma e fece una copia della Notte di Correggio per la chiesa di San Giovanni Evangelista di Parma. Morì nel 1612 nella città emiliana.